# Sinop (település)
Sinop (történelmi nevén: Sinope, Szinope) tengeri kikötő Észak-Törökországban, a Fekete-tenger déli partján, egy földszoroson, amely összeköti a Boztepe-félszigetet a szárazfölddel, és elzárja az anatóliai-fennsík déli magas, erdős hegyeit.

## Fekvése
Safranbolutól északkeletre a Fekete-tenger partján fekszik.

## Története

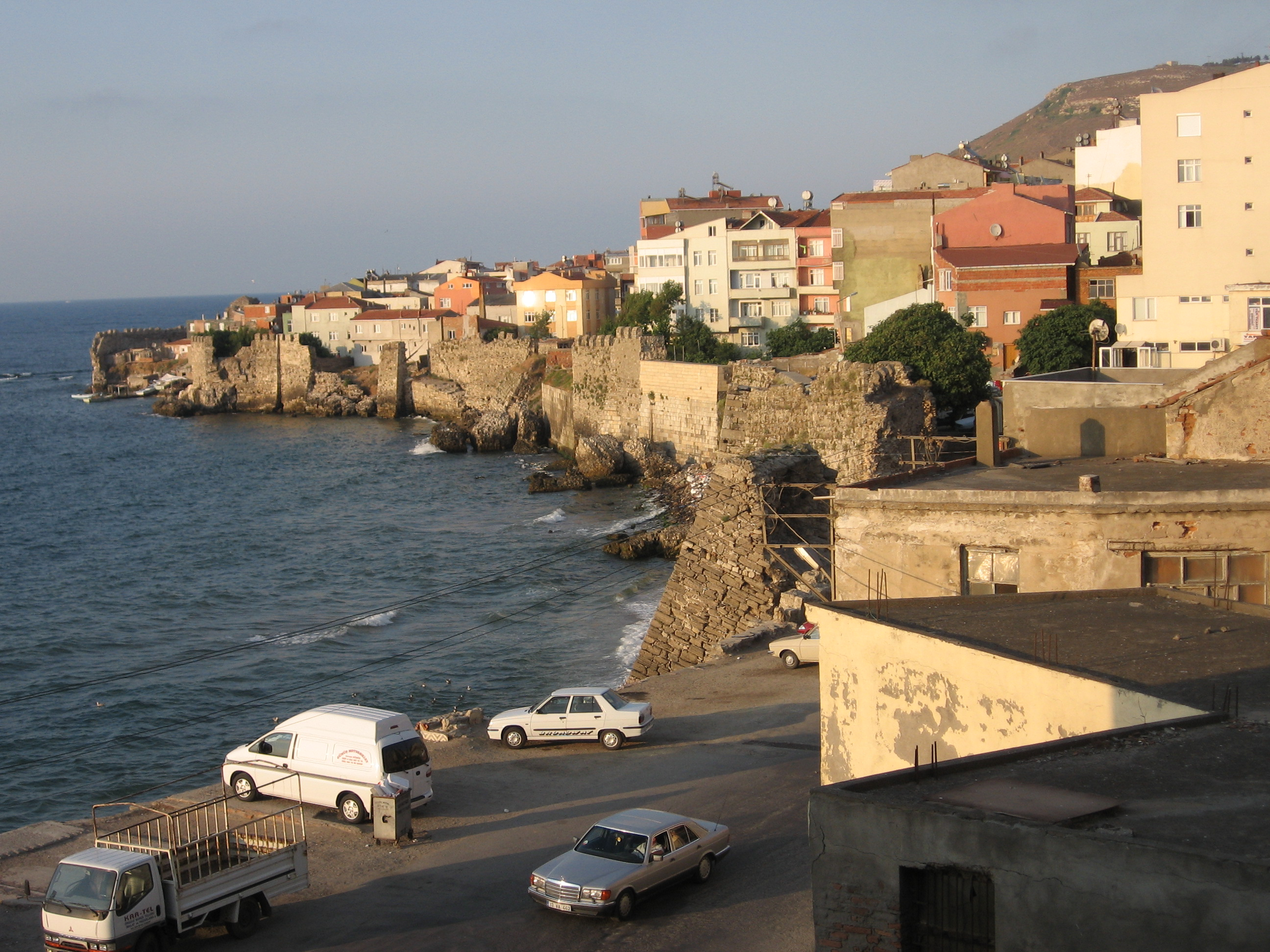

Sinope volt az ókorban az egyetlen biztonságos természetes kikötő Kis-Ázsia (Anatólia) északi partján, egy hatalmas tengerre néző erős falakkal védett fellegvárral (jelenleg romokban). 
A legenda szerint Sinopet még az amazonok alapították, Sinova királynőről elnevezve. A várost a vándorló kimmerek pusztították el, majd az i.e. 7. század vége felé egy kolónia (Milesians) épült itt fel, mely a legvirágzóbb görög település volt a Fekete tengernél és a kereskedelmi útvonalak végállomása Felső Mezopotámiában. Irányítója a tengeri kereskedelemnek és a pontuszi régiónak az i. e. 5. században,létre hozva sok gyarmatot a parton, tengeri fölényt élvezve a Fekete-tengeren.
A krími háború elején 1853-ban itt győzte le az orosz flotta a török hajóhadat.

## Nevezetességek
- Vár
- Szinópéi Diogenész szobra

## Itt születtek, itt éltek
- Szinópéi Diogenész (körülbelül I. e. 410–323), filozófus
- Diphilosz (I. e. 355–289), görög komédiaköltő
- VI. Mithriádész (I. e. 132–63), Pontosz királya
- Markión (kb. 85–160 ), teológus
- Sinopei Phocas († 117 vagy 303), keresztény szent

## Galéria

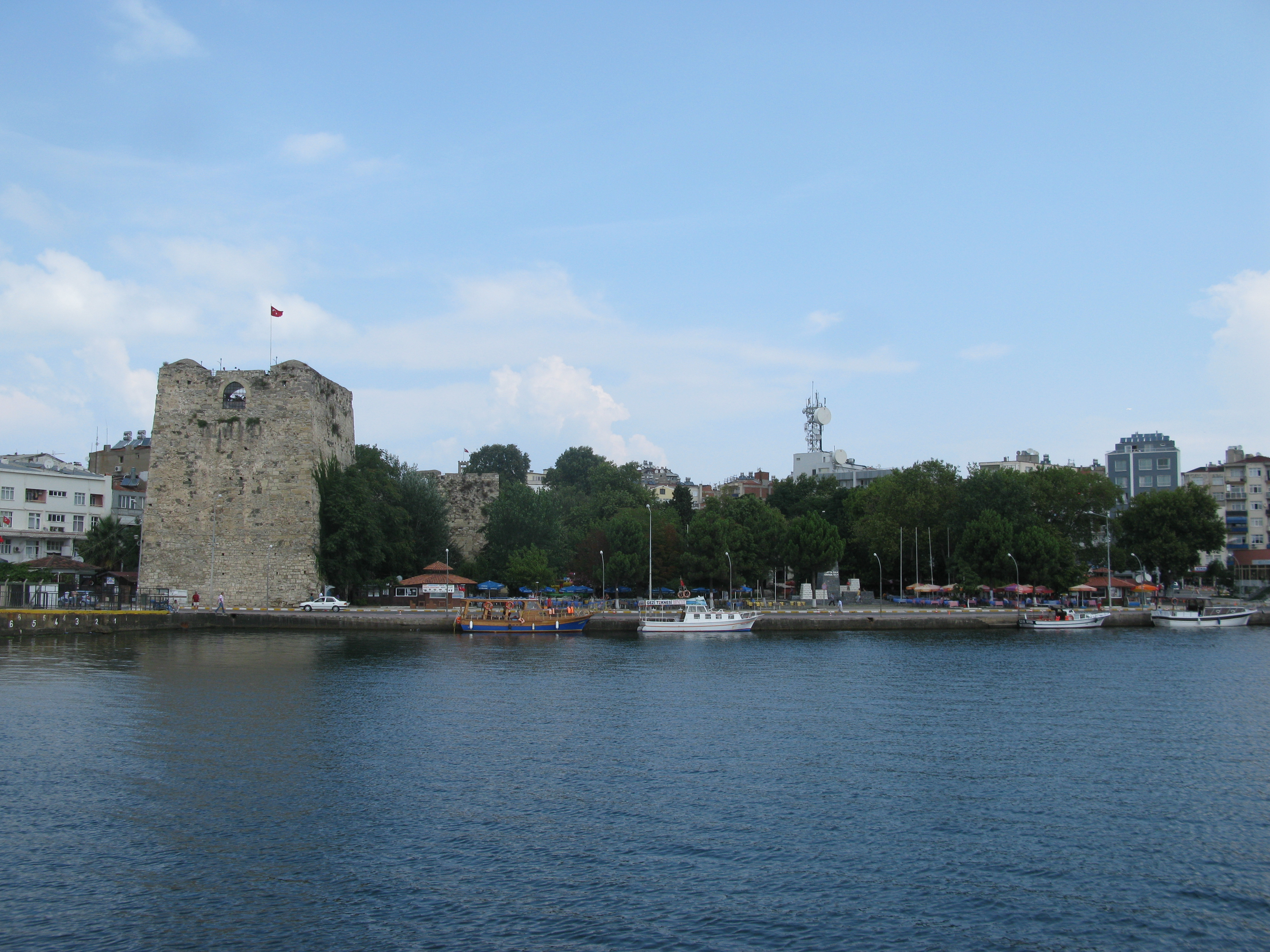
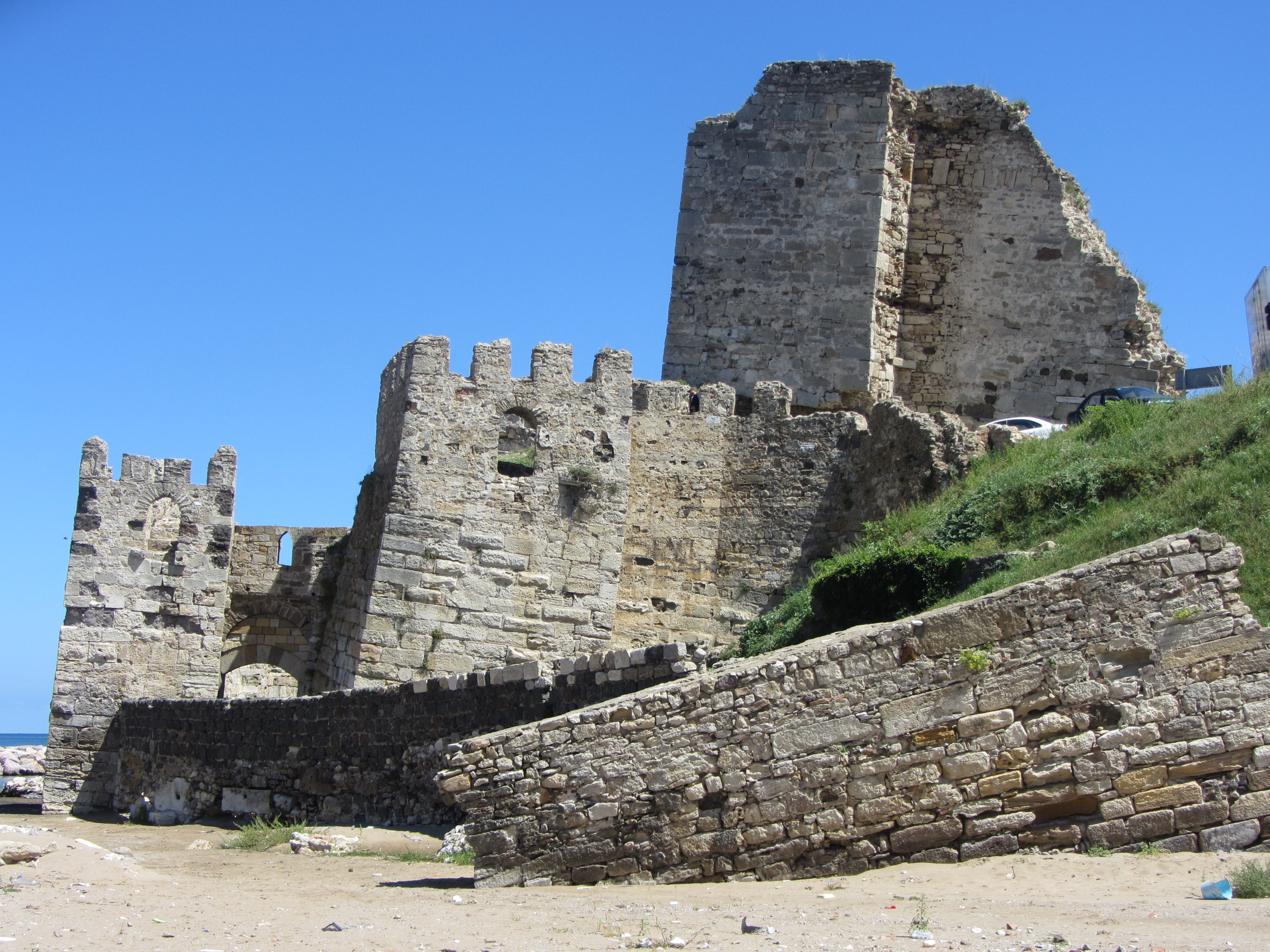
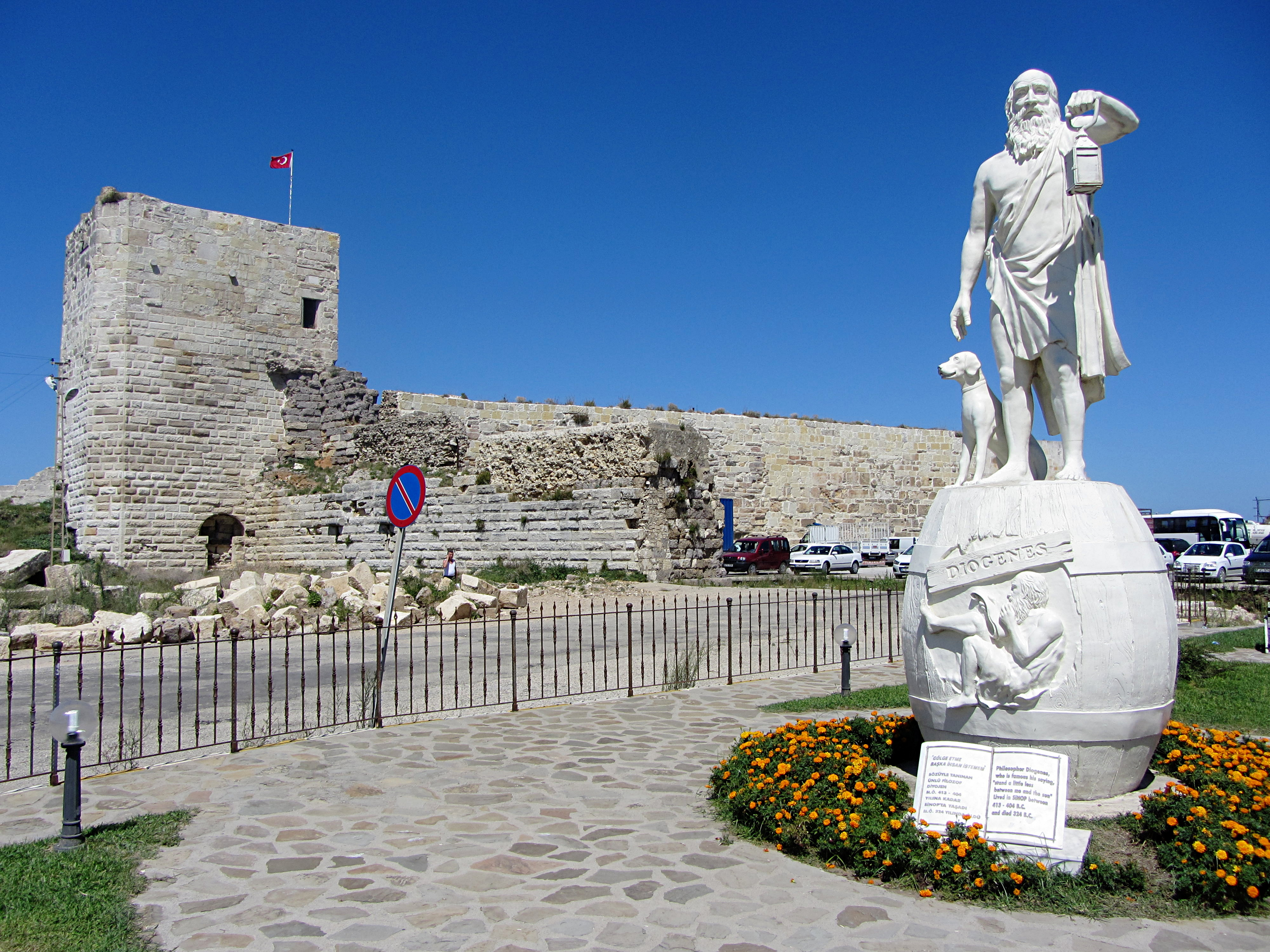
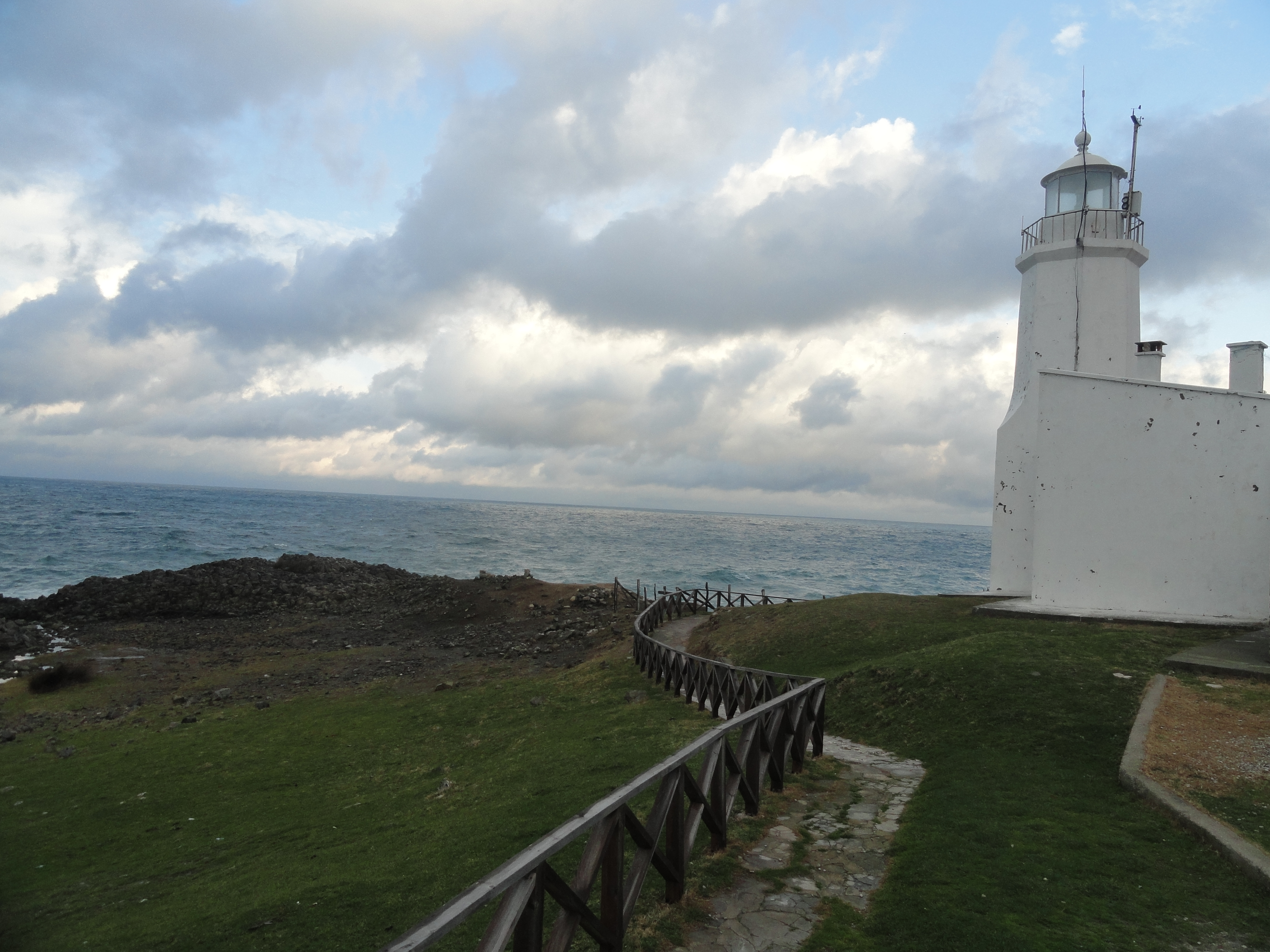
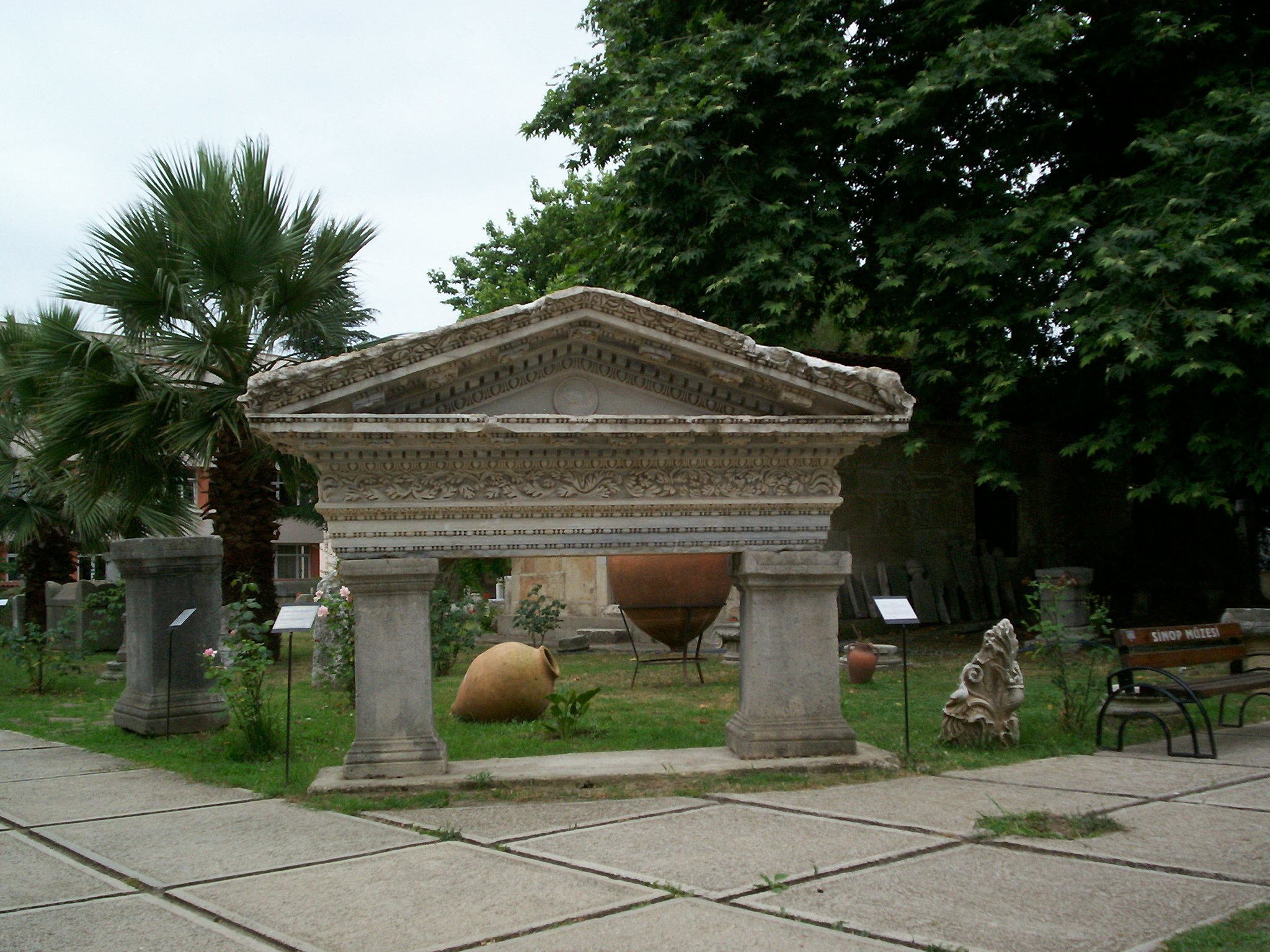
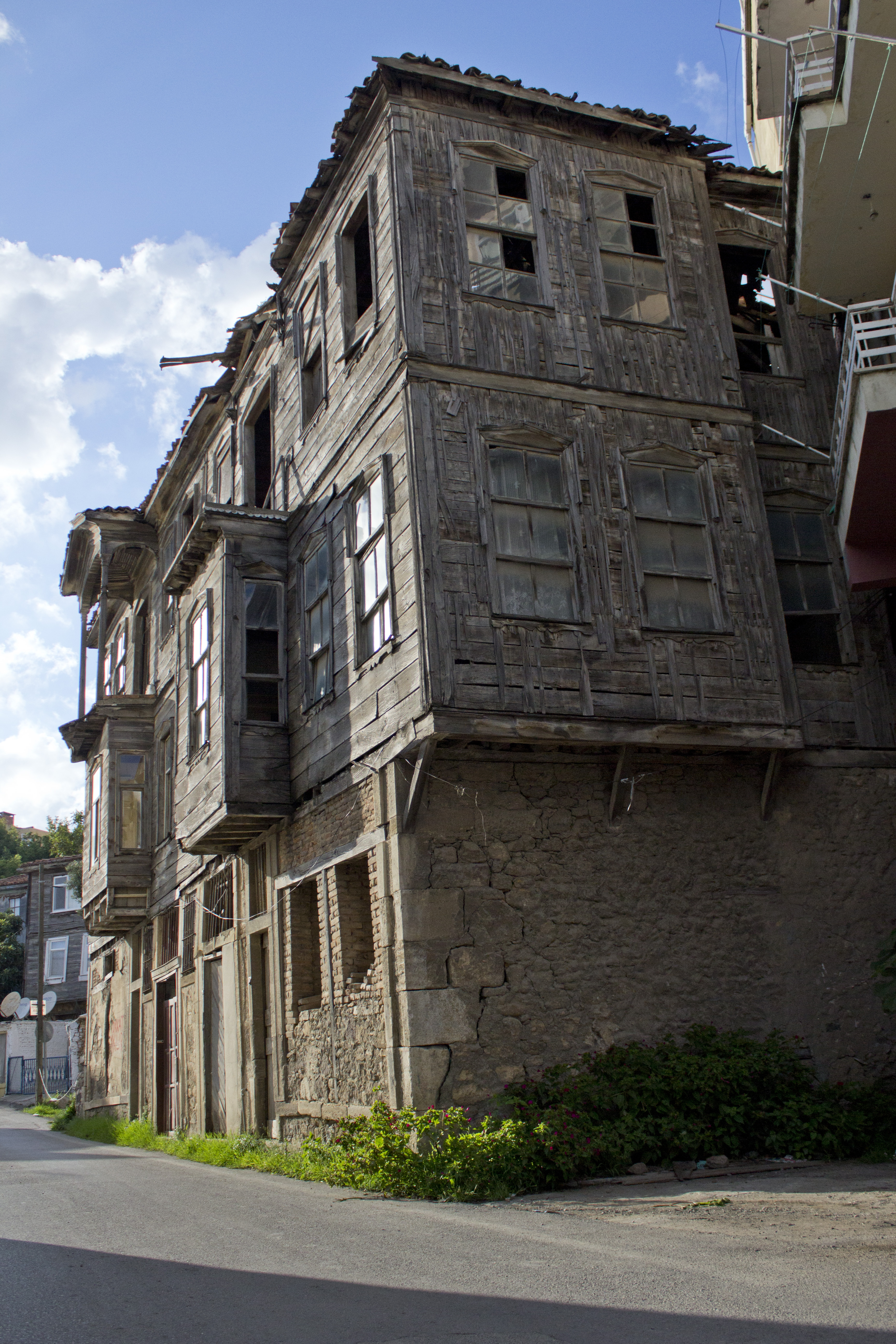
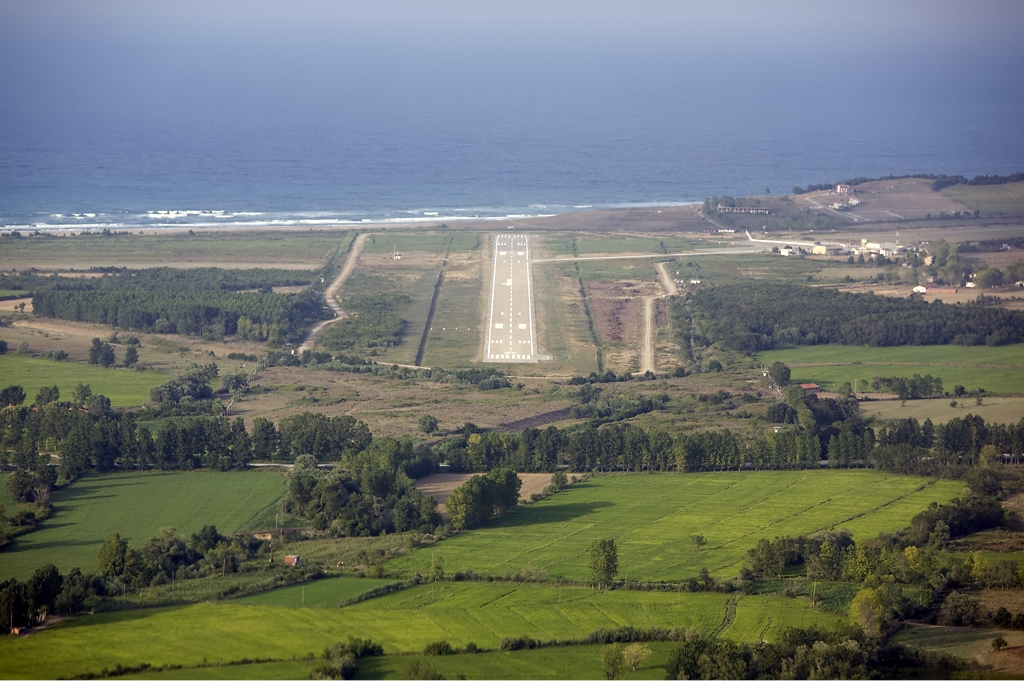
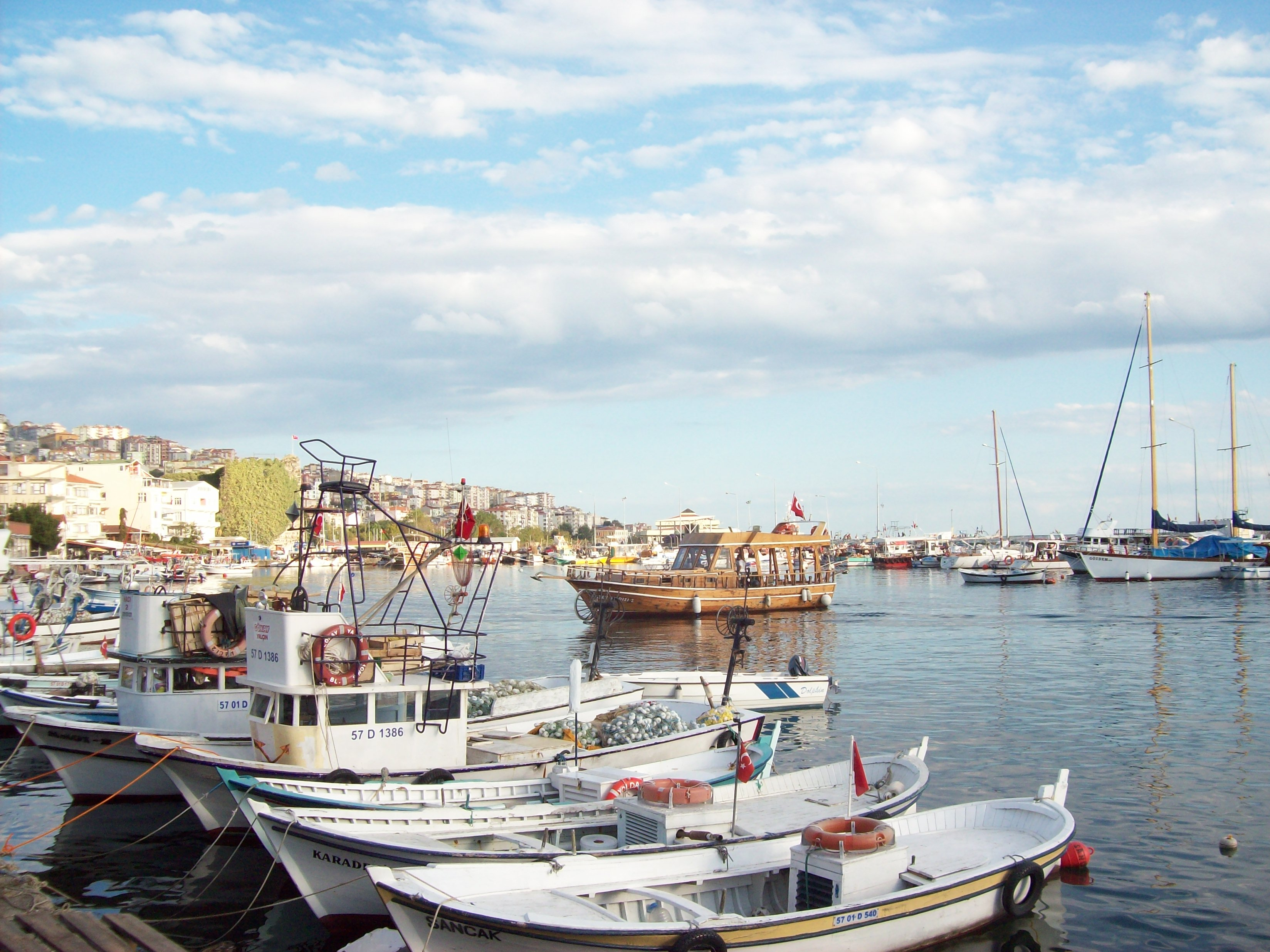
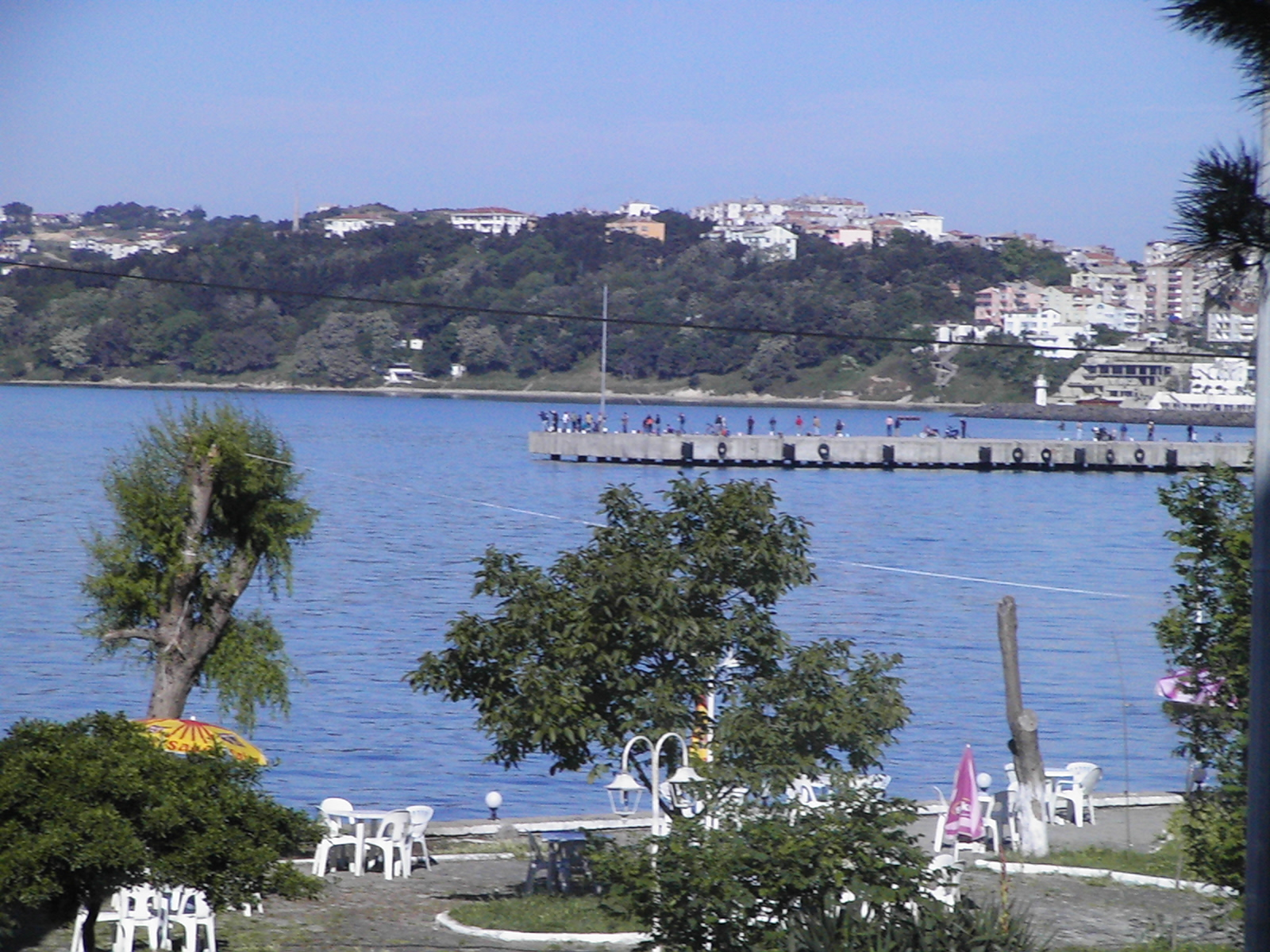
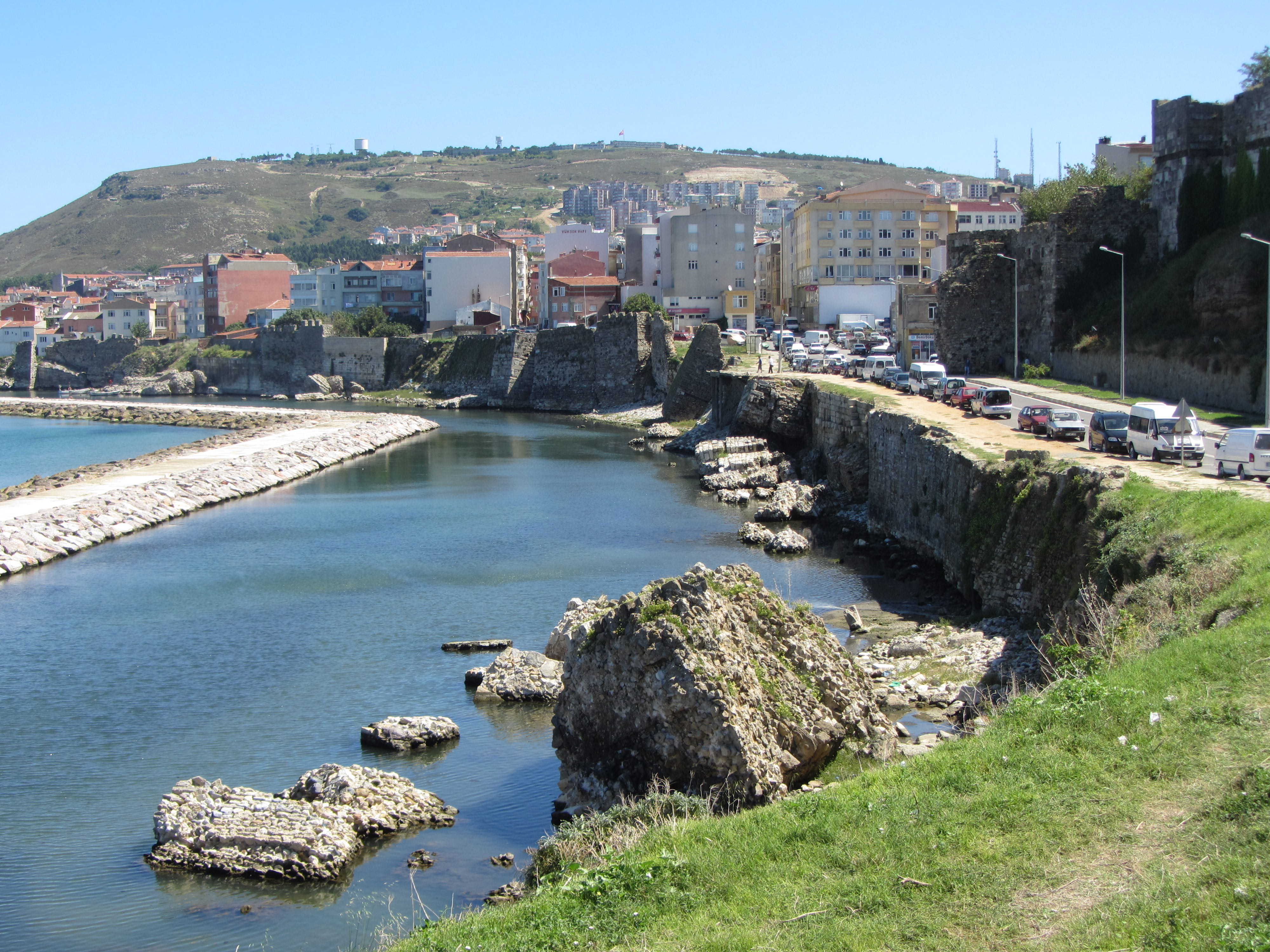
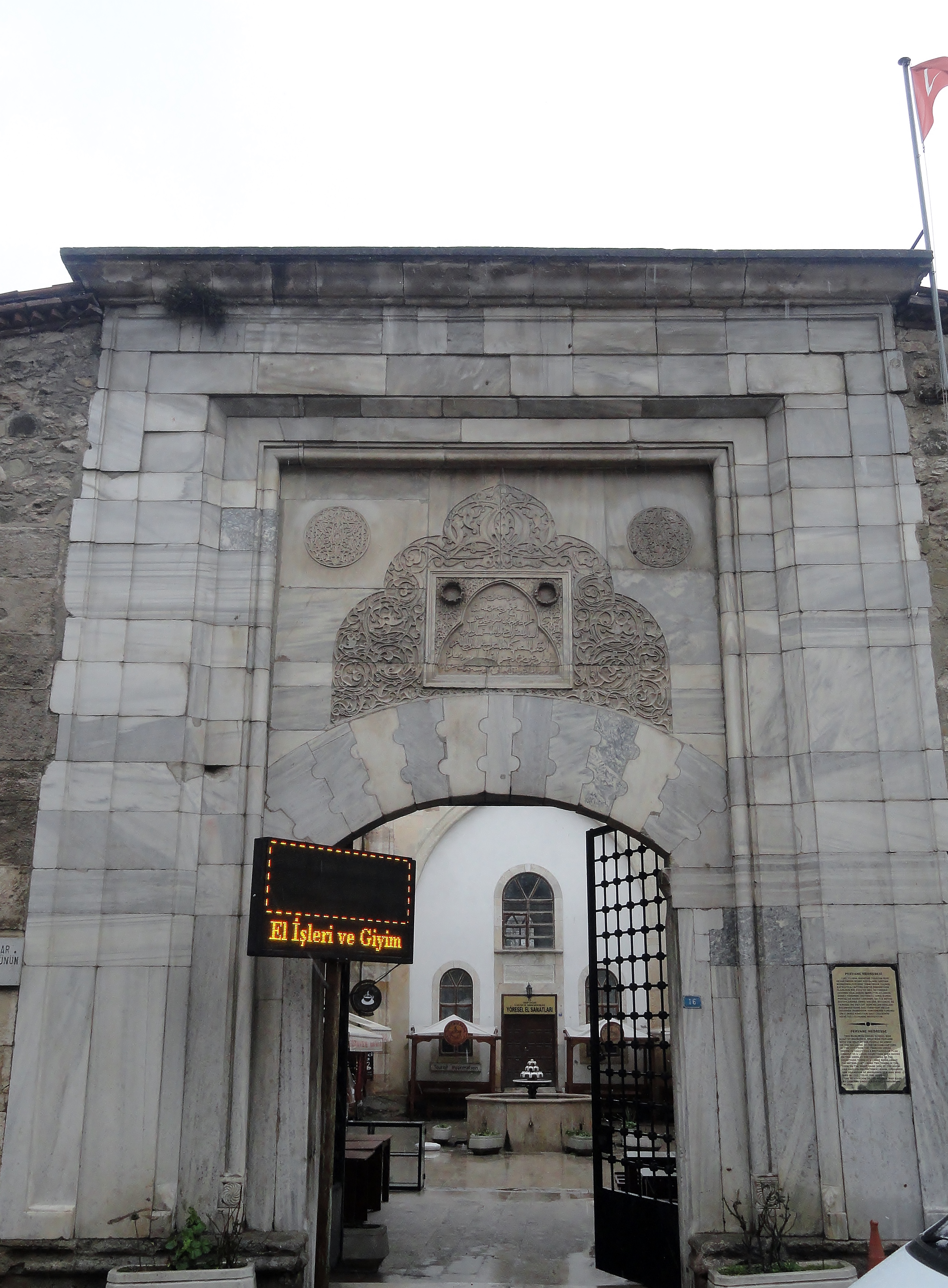
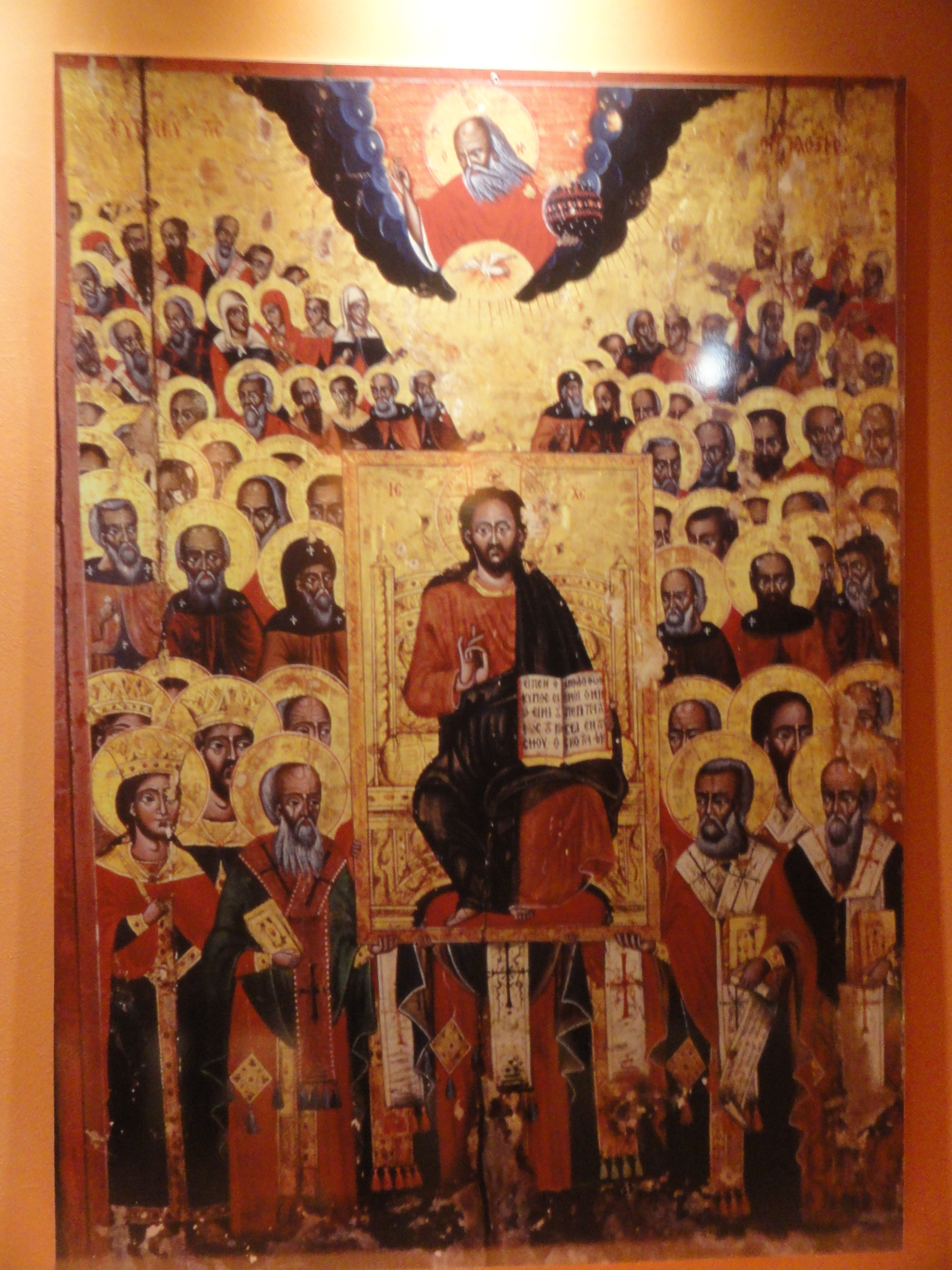
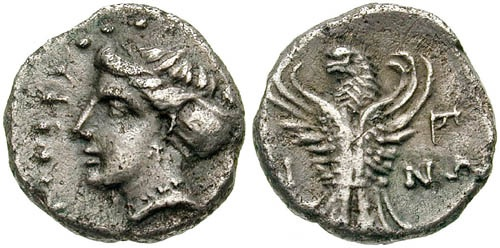
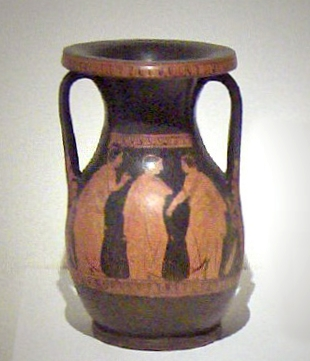